# Igelsjön (Huddunge socken, Uppland)
Igelsjön är en sjö i Heby kommun i Uppland och ingår i Tämnaråns huvudavrinningsområde.